# Orectognathus
Orectognathus é um gênero de insetos, pertencente a família Formicidae.

## Espécies
- Orectognathus alligator
- Orectognathus antennatus
- Orectognathus biroi
- Orectognathus chyzeri
- Orectognathus clarki
- Orectognathus coccinatus
- Orectognathus csikii
- Orectognathus darlingtoni
- Orectognathus echinus
- Orectognathus elegantulus
- Orectognathus horvathi
- Orectognathus howensis
- Orectognathus hystrix
- Orectognathus kanangra
- Orectognathus longispinosus
- Orectognathus mjobergi
- Orectognathus nanus
- Orectognathus nigriventris
- Orectognathus parvispinus
- Orectognathus phyllobates
- Orectognathus robustus
- Orectognathus roomi
- Orectognathus rostratus
- Orectognathus sarasini
- Orectognathus satan
- Orectognathus sexspinosus
- Orectognathus szentivanyi
- Orectognathus velutinus
- Orectognathus versicolor